# Micranthes hieracifolia

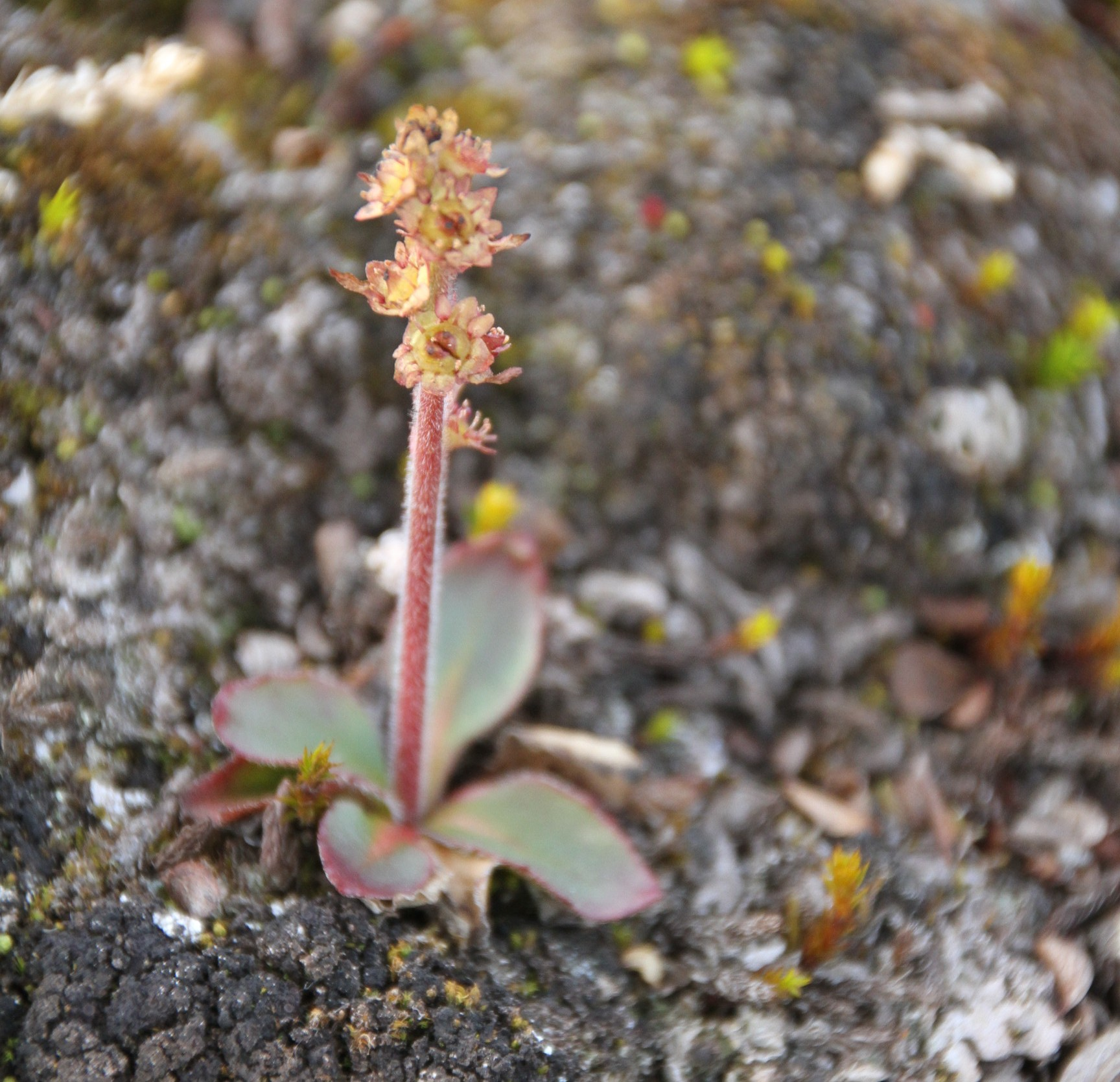
Detalle de la planta

Micranthes hieracifolia, antes Saxifraga hieraciifolia es una especie de planta de flores perteneciente a la familia Saxifragaceae, está distribuida por las regiones del ártico y algunas zonas alpinas como Noruega y los Cárpatos, con algunas poblaciones aisladas en los Alpes en Austria y Macizo Central en Francia.

## Descripción
Alcanza los 10–20 cm de altura. Las hojas son oblongas o romboidales, delgadas y finamente dentadas. Tiene un solo tallo. Las flores se producen en racimos densos de flores de color verdoso.

## Taxonomía
Saxifraga hieraciifolia fue descrita por Waldst. & Kit. ex. Willd. Haw. y publicado en Species Plantarum. Editio quarta 2(1): 641. 1799.
Etimología
Saxifraga: nombre genérico que viene del latín saxum, ("piedra") y frangere, ("romper, quebrar"). Estas plantas se llaman así por su capacidad, según los antiguos, de romper las piedras con sus fuertes raíces. Así lo afirmaba Plinio, por ejemplo.
hieraciifolia: epíteto latino que significa "con hojas como Hieracium".
Sinonimia
- Micranthes hieraciifolia (Waldst. & Kit. ex Willd.) Haw.
- Saxifraga nivalis var. racemosa R.Townson
- Saxifraga racemosa (R.Townson) Simonk.[3]